# Нецке

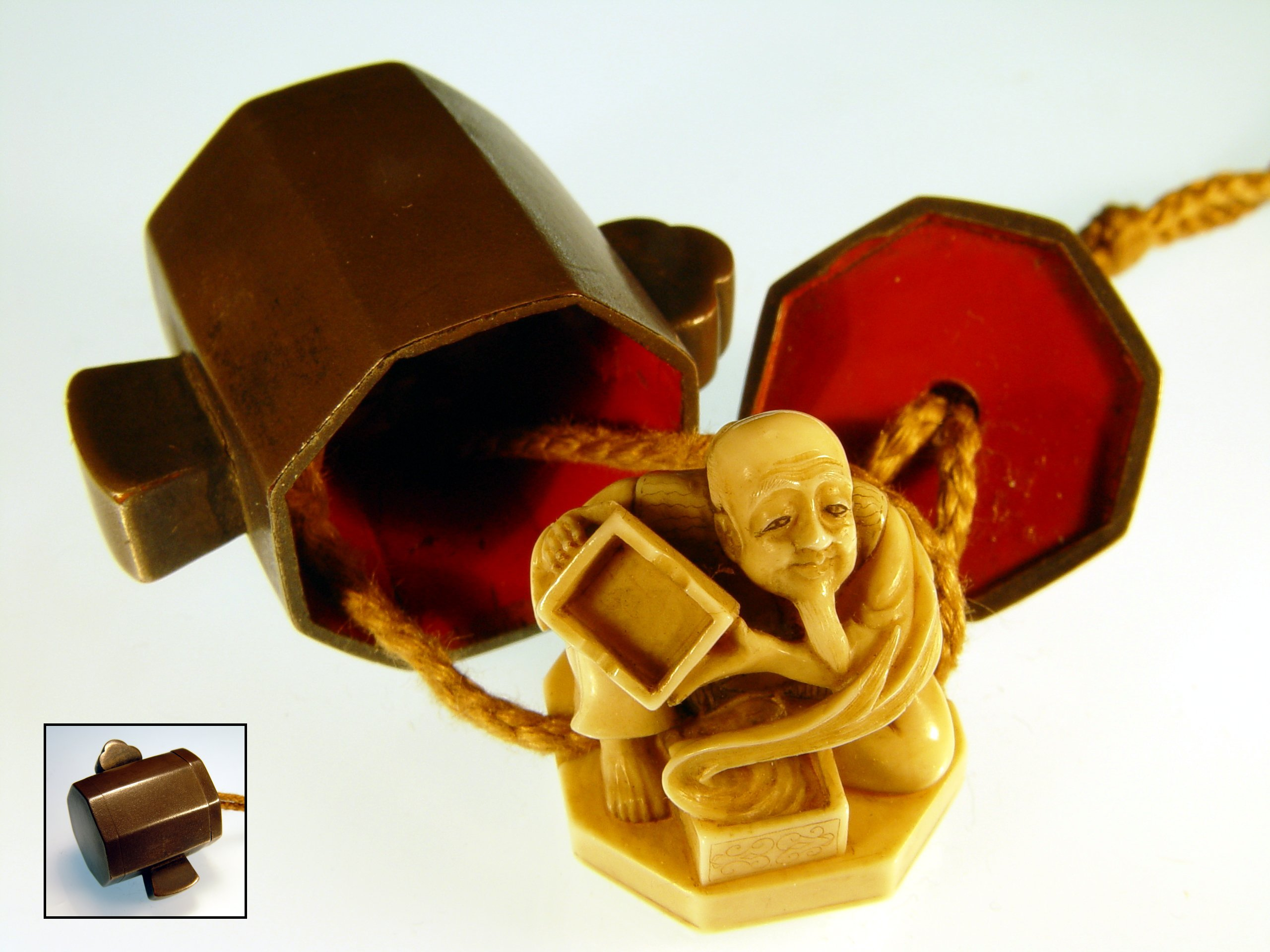
Нецке в футлярчику. діаметр 28 мм.

Не́цке (яп. 根付, яп. ねつけ、ねづけ [netsɯke] нецуке) — мініатюрний виріб, найчастіше невелика статуетка, що виконувала роль ґудзика, брелока, засобу закріплення на поясі чи окраси на кшталт застібки в японському одязі кімоно чи косоде. Повного аналога в одязі і мові українців нема. В 19 столітті набуло самостійного мистецького значення, як японська ширма чи особлива груба порцеляна і кераміка для чайної церемонії. Нецке є своєрідною візитівкою мистецтва Японії.

## Історія

### Матеріали

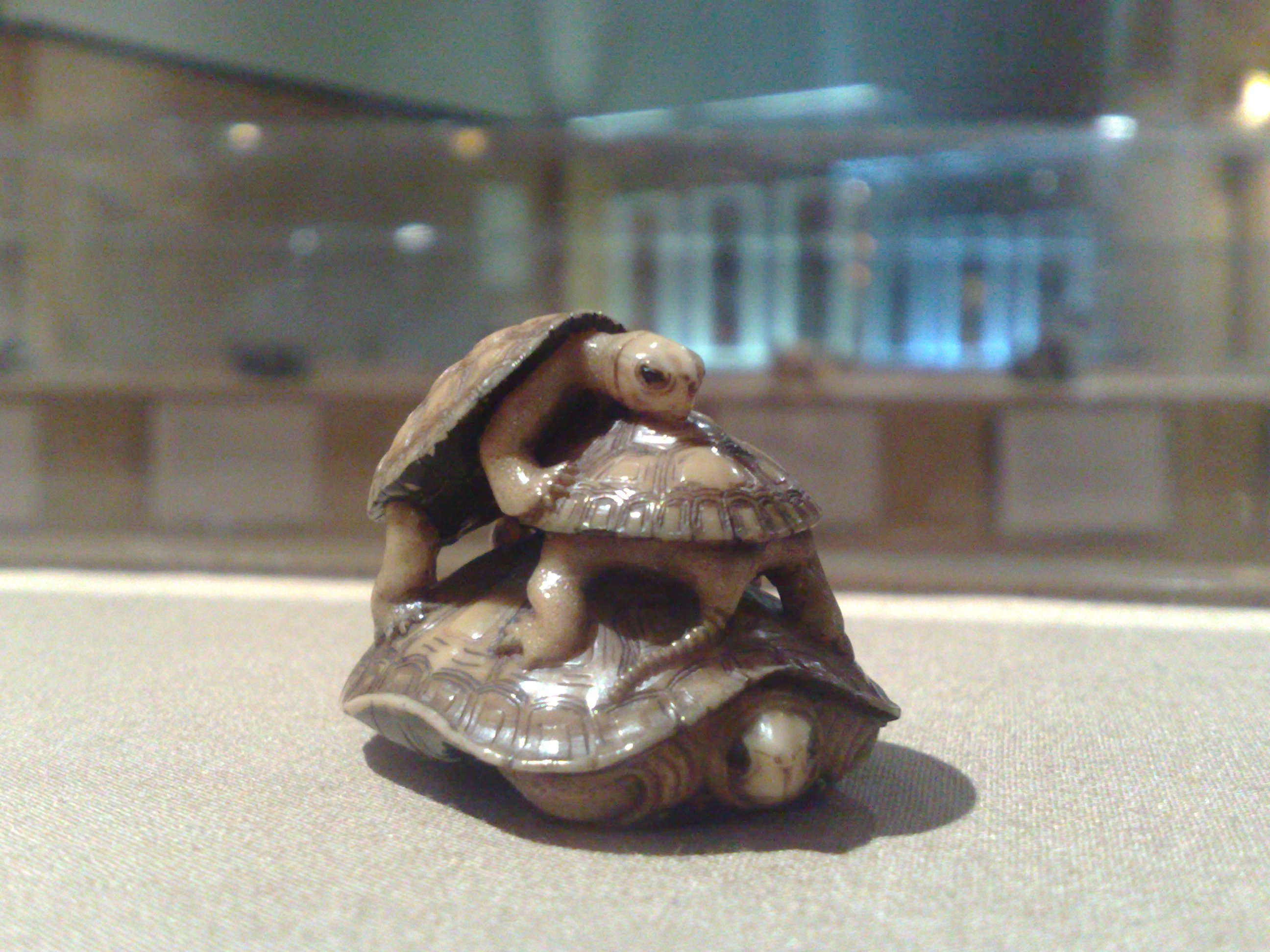
Поцілунок черепах, нецке

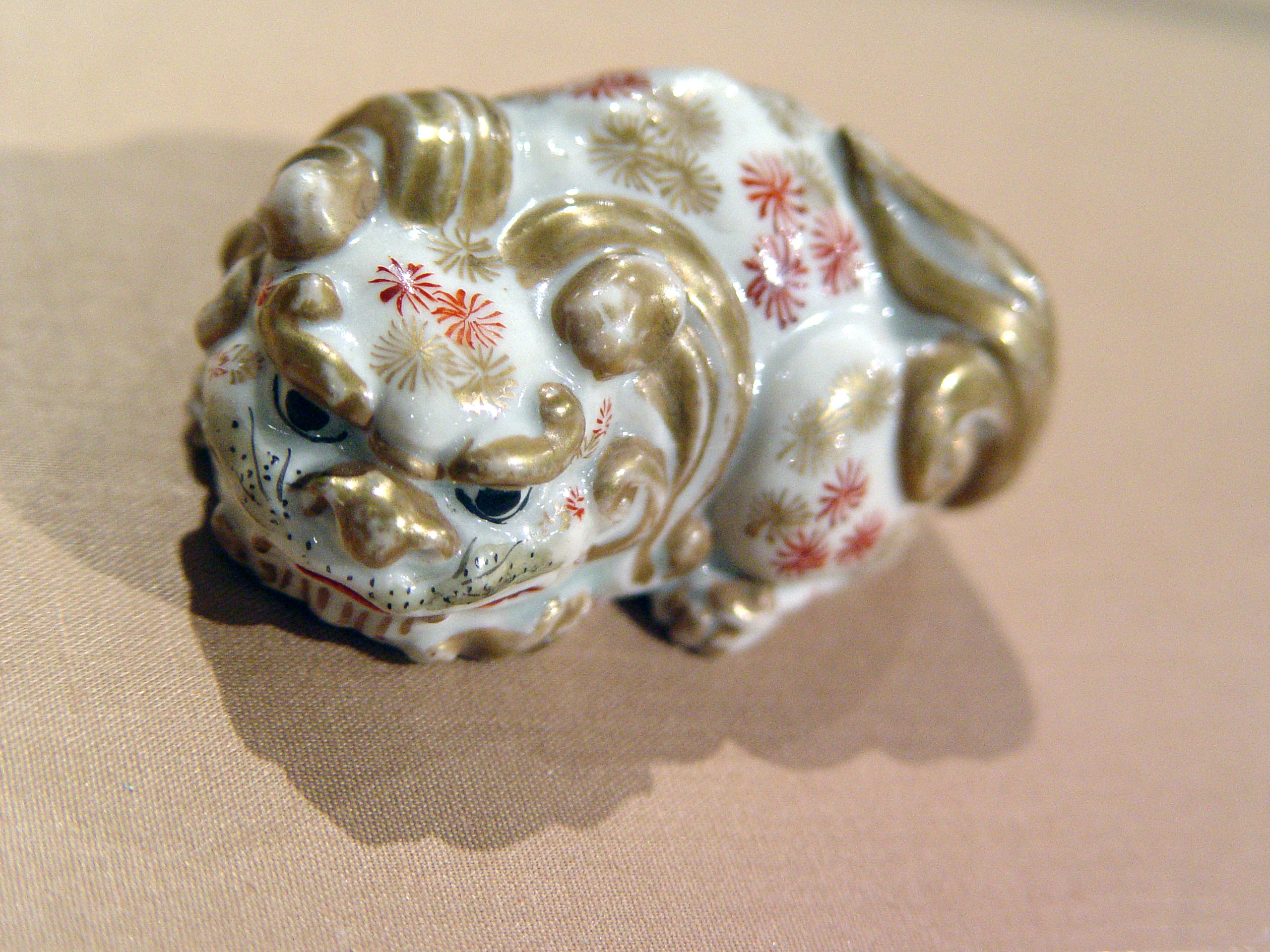
Китайський лев, порцеляна, нецке

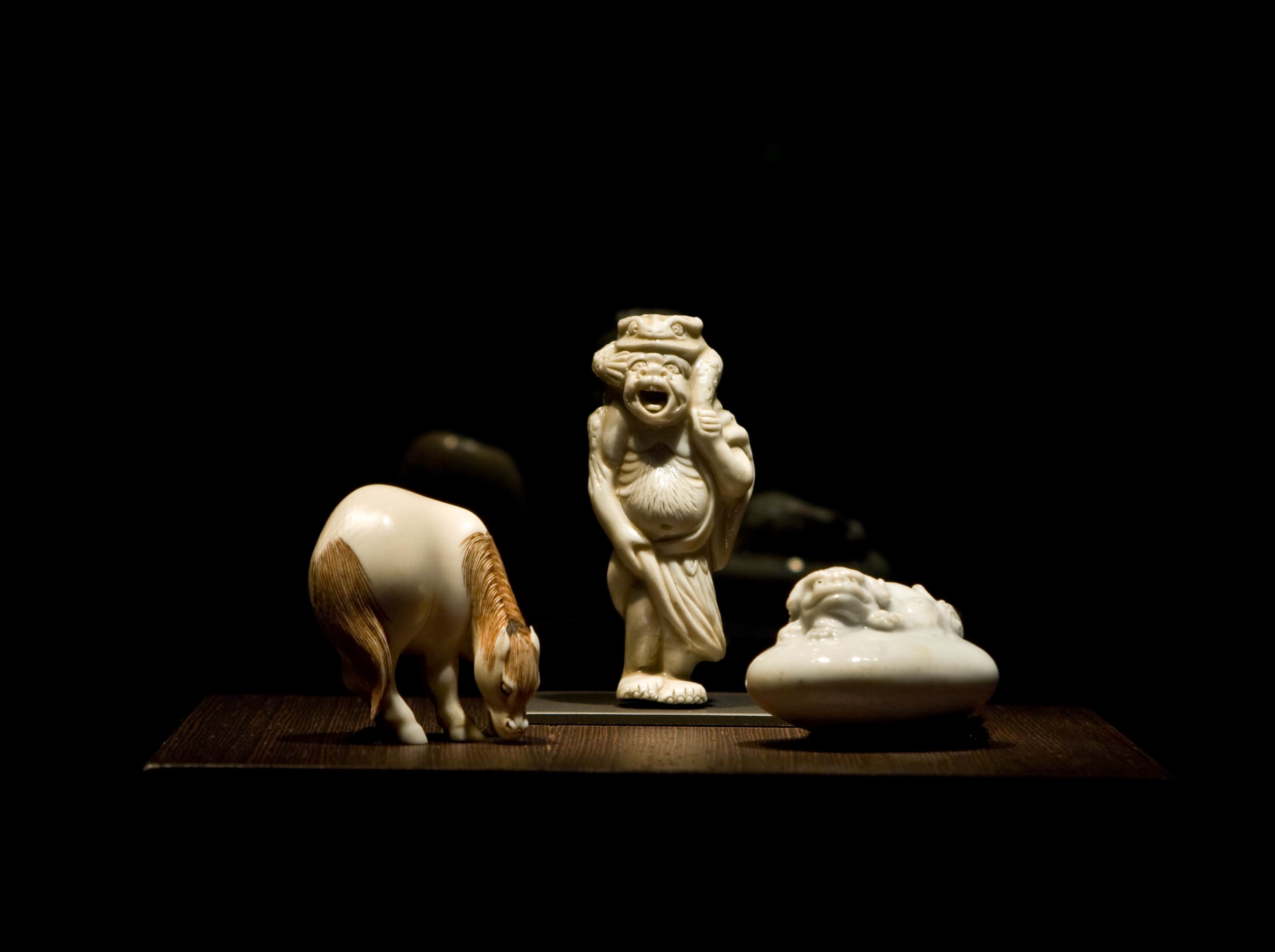

Матеріалом для створення нецке могло бути усе розмаїття сировини Японії — від дерева до порцеляни. Чим заможнішим був володар нецке, тим коштовнішим міг бути матеріал і тим талановитішим був майстер, що його виготовив. Бідні верстви населення носили замість витвору мистецтва — висушеного гарбуза-горлянку, дощечку, мушлю без оздоб.
Серед матеріалів —
- різновиди дерева (також шматки стародавнього скам'янілого дерева і звичний бамбук, самшит, хінокі-кипарисовик японський тощо)
- Різновиди кістки — слонова, моржова
- роги тварин (оленя, буйвола тощо)
- зуби тварин
- техніка лаку
- метали
- порцеляна
- нефрит та деякі інші камені
- коралі
- бурштин
- скло
- деталі зброї з наявністю дірок.

### Вимоги до нецке
Особливістю національного одягу японців була відсутність кишень. Необхідність мати при собі дрібні речі і спонукала появу скриньок інро, які носили замість кишень і куди складали ключі, ліки, особисту печатку володаря тощо. Інро носили на особливому шнурку, а противагою йому на поясі слугувало нецке. Один з кінців подвійного шнурка і прикрашало нецке. Воно як своєрідний гачок протидіяло висмикуванню і втраті інро під час руху.

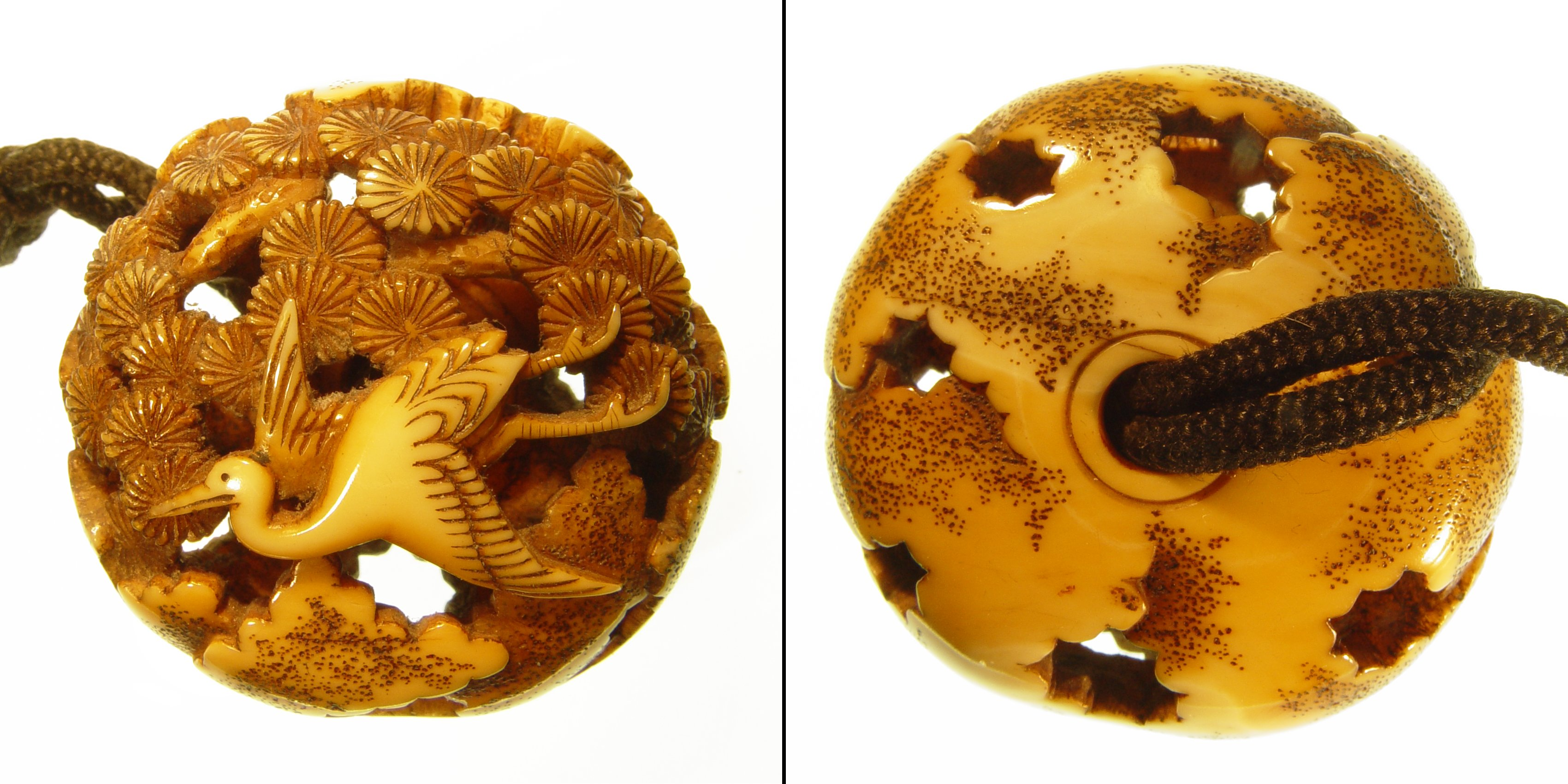

Цим обумовлені вимоги до нецке. Воно не могло бути дуже великим, дуже важким, повинно було мати отвори-дірки для шнура, не мати гострих або ріжучих країв. Отвори не повинні були псувати вигляд нецке, віталося, щоби вони були обіграні композиційно. Якщо це було не досить можливо, отвори робили, наприклад, на лобі маски-нецке і вважали їх умовністю мистецтва.
Японці люблять мініатюрні побутові речі, тому важко зустріти нецке великого розміру. Великі обмеження у використанні оздоб одягу, що існували в феодальній Японії, обумовили підвищену увагу до створення нецке і оздоб інро. Цікаво, що вони використовувались разом, але інакше оздоблювались і виготовлялись з різних матеріалів і в різних техніках.
Віталося використання нефарбованого дерева в нецке. Але дерево довго і ретельно шліфували задля гладенької поверхні, вияву його натурального візерунку і приємного відчуття пестити нецке.

### Поява нецке

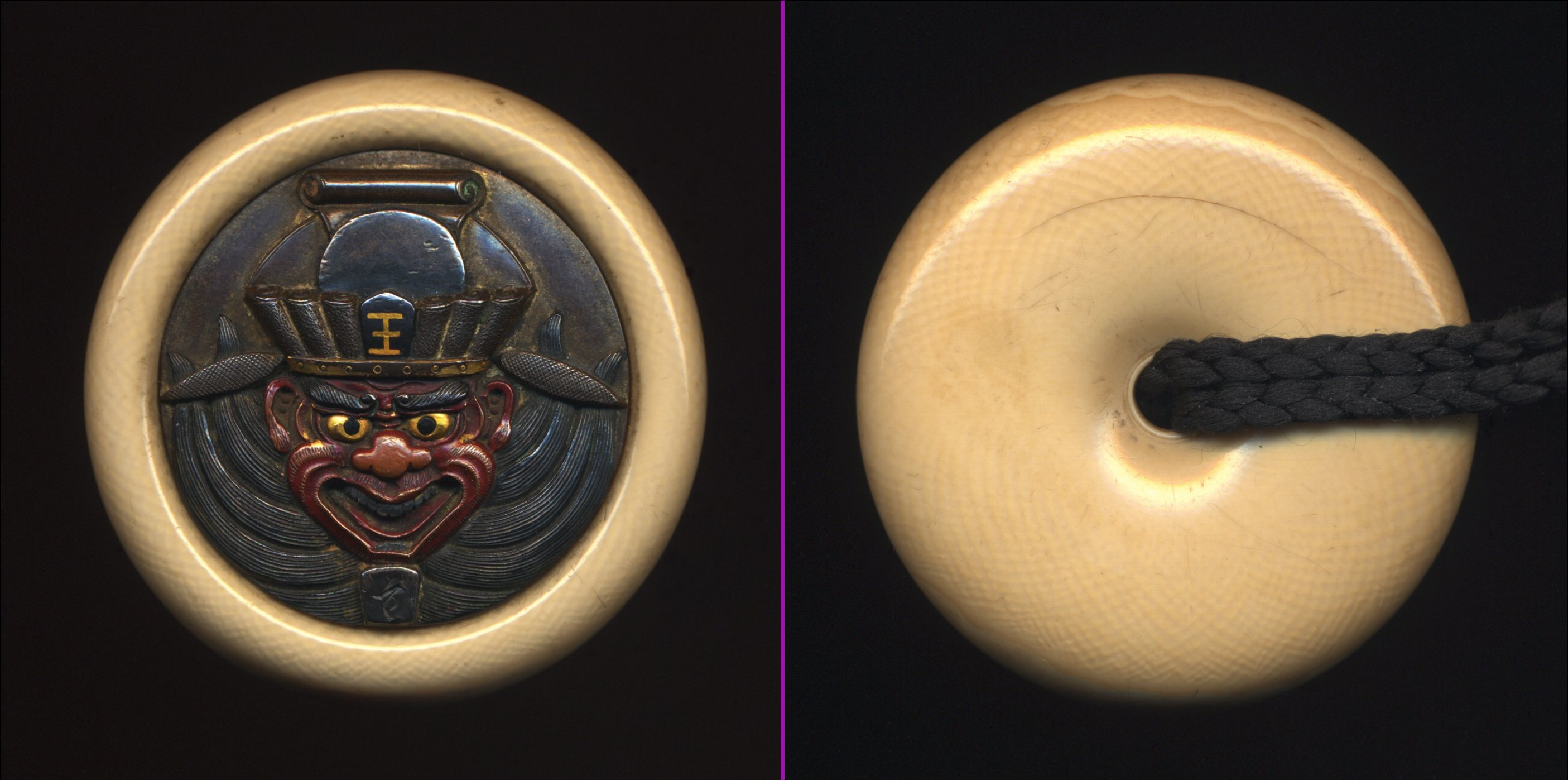
Нецке кагамібута, діаметр 48 мм.

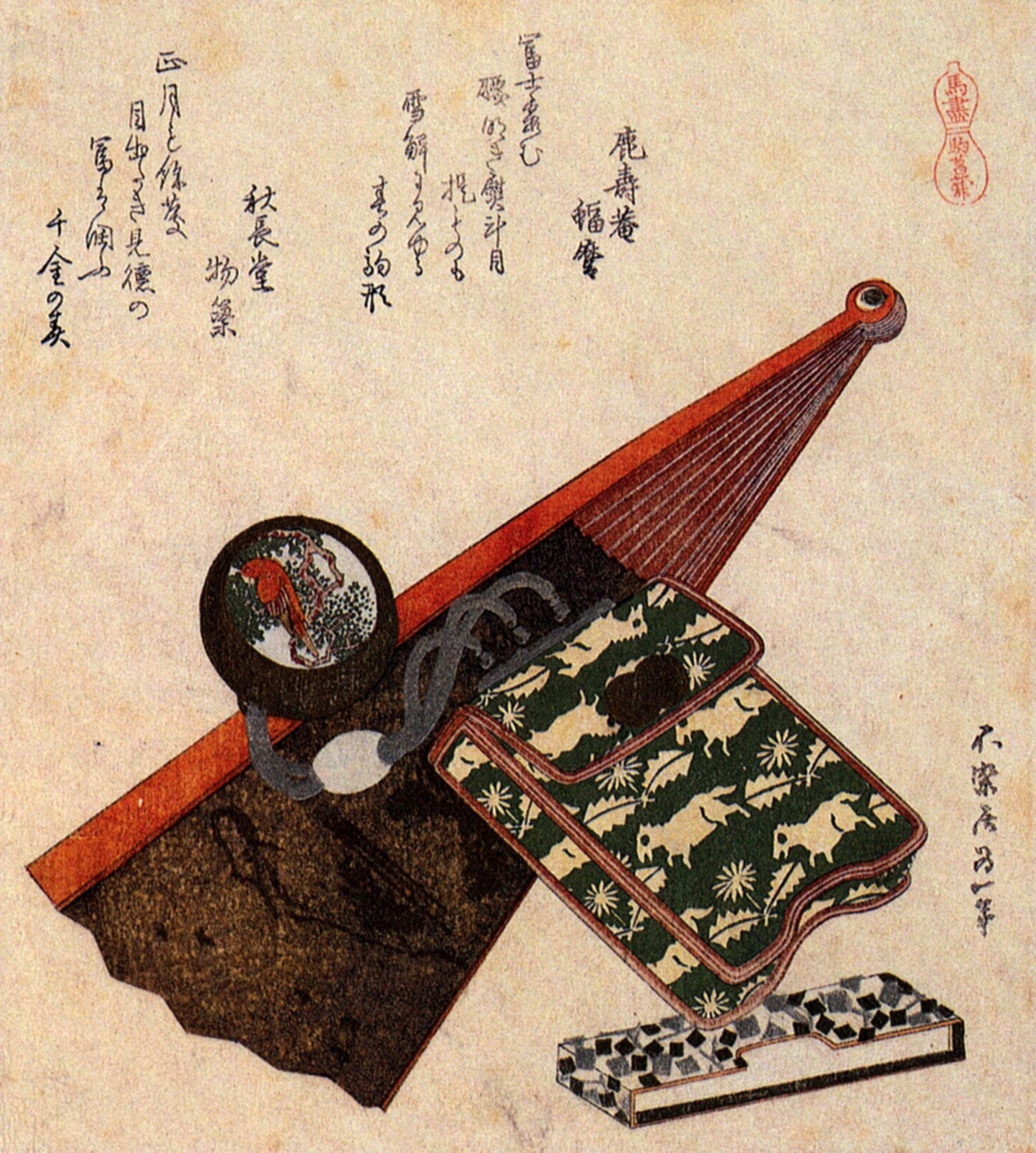
Кацусіка Хокусай, Віяло і нецке, гравюра.

Перші свідоцтва використання нецке відносяться до зламу 16-17 століть. Раніше використовувались інші засоби ношення одягу і речей. Тому термін існування нецке визначають у 450 років до початку 21 століття.
В Японії здавна існувало ремесло виготовлення (різьблення) масок. Коли попит на маски зменшився, багато ремісників перейшли на виготовлення нецке. Тому різьблені нецке, можливо, найцікавіші і найбільш уславлені.
Усе розмаїття нецке японці зводять до трьох великих груп :
- катаборі — фігурні нецке;
- кагамібута — нецке у футлярчику;
- мандзю — колоподібне нецке з цікавим візерунком.

З'явилися і збірки з малюнками нецке, що слугували для інших майстрів взірцями. Предметом зображення стали нецке і в гравюрі Японії.
Нецке не вважали малопотрібним чи незначущим різновидом мистецтва і працювали над їх створенням з тою ж творчою енергією і натхненням, як і над живописом чи ювелірним виробом. Частка нецке має підписи майстрів, як підпис на картині європейського художника.

### Майстри нецке

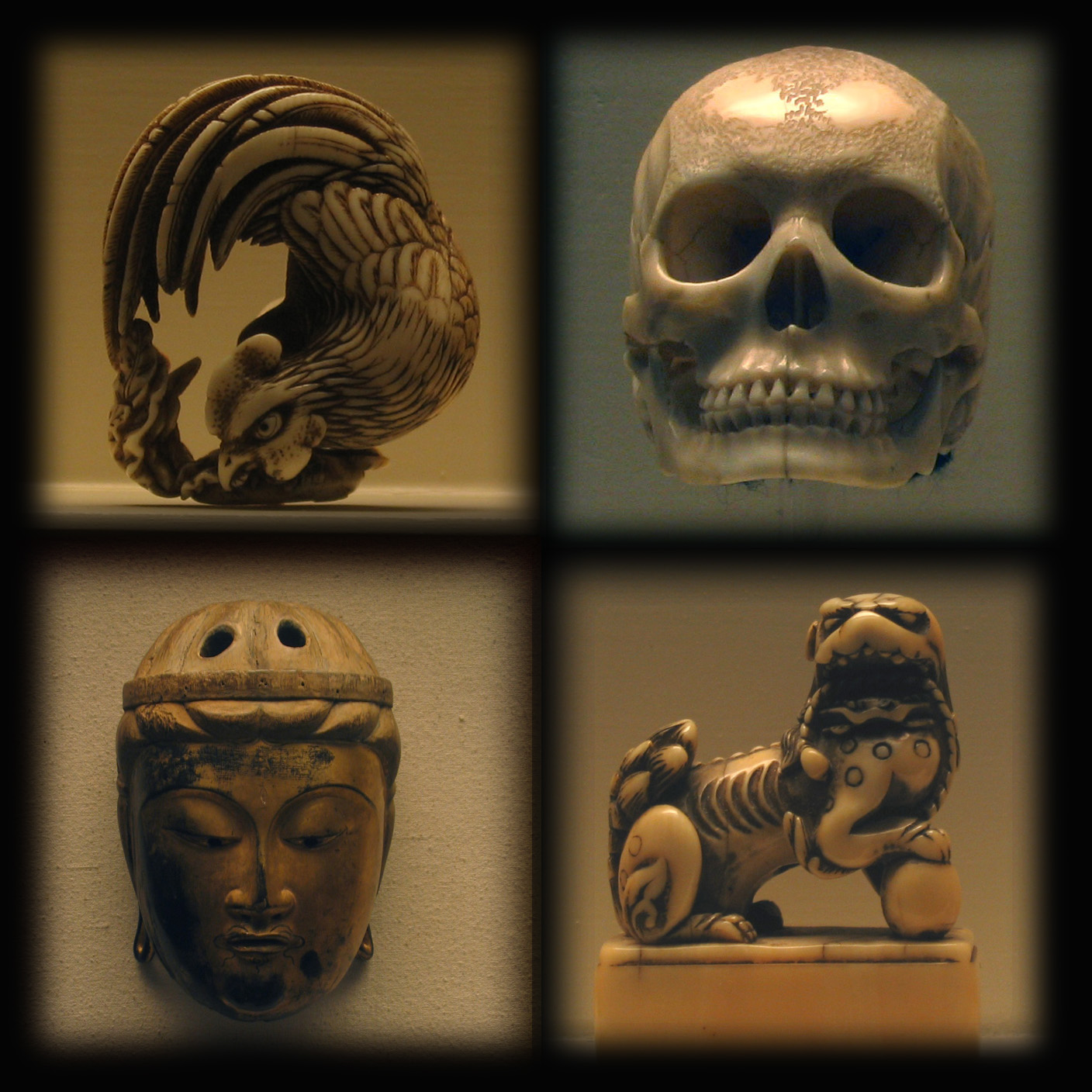
Музей Вікторії й Альберта, Лондон, колекція нецке

Ретельна і довга праця з матеріалом — взагалі характерна особливість ремісників Японії і Китаю. Тому з нецке працювали довго і залюбки. Якщо перші нецке були грубуваті і спрощені, то згодом їхні форми і сюжети ускладнилися. Від простих зображень (три гриба, череп людини, проста маска) перейшли до складних, розуміння яких вимагало знання поезії, релігійних легенд, історичних переказів.
Нецке могло зображувати речі, притаманні натюрморту, кумедну побутову сцену (дві мавпи в плетеному кошику), анімалістичну чи еротичну сцену, легендарного полководця (наприклад, полководець Ґуань Юй, майстер Сюдзан, Національний музей, Токіо) чи трагічну фігуру старої жебрачки, що була в молодості придворної поетесою (наприклад, стара поетеса Оно-но Коматі, майстер Йосімура Сюдзан).
Серед видатних майстрів нецке відомі Сюдзан, Міва, Мазанао, Харіцу, Деме, Ікко, Сугецу, Томотада тощо. Найкращими за формою, сюжетом, засобами обробки стали нецке кінця 18 — початку 19 століття.
У 20 столітті у зв'язку з ажіотажним попитом на нецке американських туристів, нецке знову стали простіші і грубші за формою і обробкою матеріалів. У великих кількостях нецке почали вивозити до США, особливо не переймаючись їхньою якістю. Нецке — постійний предмет аукціонів країни. Ціни різні в залежності від майстра і епохи (30 000 — 100 000 доларів і вище). Сучасні нецке отримали п'єдестал як скульптура, хоча це нововведення — традиційні нецке їх не мали.

### Вивчення і прихильники
Як у кожного різновиду мистецтва, у нецке були і є свої прихильники — колекціонери і науковці. Так, ще у 1781 році мешканець Осаки на ім'я Інаба Цурю видав збірку «Сокен кісе», де надав перелік майже 50 різних майстрів нецке і дав зображення деяких їхніх творів.
Почалося вивчення нецке, їх опис, фотографування, видання альбомів, опис на інтернет-сторінках. Зараз налічують 19 художніх шкіл нецке в Японії. Найбільш значущі майстри працювали в Едо(сучасна назва — Токіо), Кіото і в місті Осака.
Нецке давно стали предметом колекціонування великих музеїв світу.
Колекція нецке виставлена в київському Музеї Ханенків.